# Esenyurt
Esenyurt è un distretto e un comune soggetto al comune metropolitano di Istanbul. È situato nella parte europea della città. Esenyurt confina con Avcılar e il lago di Küçükçekmece a est, Büyükçekmece a ovest, Başakşehir, Arnavutköy e la strada TEM a nord e Beylikdüzü e l'autostrada E-5 a sud.
Con il boom edilizio di grandi complessi residenziali nella zona negli ultimi anni, Esenyurt ha beneficiato di un importante sviluppo. Ora ospita quattro centri culturali: il Centro Culturale di Esenyurt, il Centro Culturale di Saadetdere, il Centro Culturale di Yenikent e il Centro Culturale di Yunus Balta. Quattro parchi costruiti a Esenyurt (Parco Recep Tayyip Erdoğan, Parco Şehitler, Parco Gaziler e Parco Kadir Topbaş) si trovano anche tra i complessi.

## Storia
Il distretto è principalmente edificato sui terreni posseduti da Ekrem Ömer Pascià nel XIX secolo. Il nome Esenyurt deriva da uno dei proprietari terrieri, Eşkinoz, che a sua volta deriva dal greco Ksenos, che significa "straniero".
L'area ha accolto flussi migratori dalla Romania e dalla Bulgaria tra il 1920 e il 1938, e più recentemente ha visto migrazioni principalmente da Ardahan e Kars, così come da Erzurum e Artvin. Negli anni '90, i curdi sfrattati dai loro villaggi durante il conflitto armato tra la Turchia e il Partito dei Lavoratori del Kurdistan (PKK) si sono insediati nel distretto.
Il comune di Esenyurt è stato istituito nel 1989. Nel 2008, il distretto di Esenyurt è stato creato da una parte del distretto di Büyükçekmece.
Nel 2024, Ahmet Özer, il sindaco del distretto, è stato rimosso dall'incarico dal Ministero degli Interni turco, in seguito al suo arresto.

## Esenyurt oggi
Esenyurt è una zona residenziale molto popolare grazie alla presenza di immobili di recente costruzione e ai prezzi accessibili rispetto al centro di Istanbul. Esenyurt ospita l'Università di Istanbul Esenyurt, ed è molto vicina all'Università Beykent, all'Università di Istanbul Arel, all'Università di Istanbul e all'Università di Istanbul Gelişim. Il Centro Espositivo e Congressuale TUYAP dista solo 5 km dal centro di Esenyurt, mentre l'Aeroporto di Istanbul Atatürk si trova a 26 km. Le opportunità di acquisto si concentrano principalmente intorno ai centri commerciali, piuttosto che lungo le strade. Esenyurt ospita quattro centri commerciali: l'Eskule, il Torium, il City Center e l'Akbatı AVM.